# Rock mexicain
Genres dérivés
Cumbia, salsa, huapango, mariachi, musique norteña
Le rock mexicain désigne le rock interprété par des artistes originaires du Mexique, recouvrant un large nombre de styles et genres musicaux. Le genre commence avec des reprises en espagnol de standards rock de Chuck Berry, Elvis Presley, et The Everly Brothers. Rapidement, des groupes mexicains aux compositions originales se forment comme Los Rebeldes del Rock, Los Locos del Ritmo, Los Crazy Boys et Javier Bátiz, sans rencontrer beaucoup de succès. Le rock devient populaire au Mexique à la fin des années 1950.
Après le succès de Santana aux États-Unis à la fin des années 1960, de nouveaux groupes mexicains se forment, chantant souvent à la fois en espagnol et en anglais. Une scène active se développe alors autour de Mexico et de villes du nord en contact plus direct avec la musique américaine.

## Histoire

### Précurseurs et débuts (1947–1960)
Bien avant l'arrivée du rock 'n' roll au Mexique, nombre de groupes se consacraient à jouer de la musique romantique, tandis que d'autres s'inspiraient de genres musicaux issus des pays voisins (principalement au nord) comme le swing, le jazz et le boogie-woogie.
À la fin des années 1950, le rock 'n' roll fait son arrivée au Mexique sous l’influence de musiciens américains, principalement Elvis Presley et Bill Haley and His Comets, d'une manière aussi bien géographique que culturelle. L'impact du nouveau rythme musical au sein de la population mexicaine incite certains groupes locaux de renom, tels que Pablo Beltrán Ruiz ou Juan García Esquivel, à commencer à l'intégrer dans leur répertoire. En 1956, la chanteuse et diva Gloria Ríos enregistre une reprise en espagnol de la chanson Rock Around the Clock, intitulée El Relojito, aux côtés d'un orchestre sur scène. Ce morceau peut être considéré comme la première chanson de rock mexicaine.
En 1956, à Mexico, des orchestres de musiciens professionnels jouaient du rock dans des fêtes, en boîte de nuit ou en discothèque. Des jeunes musiciens commencent à s'intéresser au genre, à jouer d'un instrument et à former des groupes. Cette année-là, les premiers groupes du genre incluent entre autres par Los Black Jeans, Los Camisas Negras (premier groupe à éditer un album), Pepe y sus Locos (qui s'appellent plus tard Los Locos del Ritmo et Los Teen Tops, groupe dirigé vocalement par Enrique Guzmán). À la fin de la décennie, les Black Jeans (avc César Costa au chant) sortent un single, au label Peerless, régulièrement joué à la radio, et devient le catalyseur du genre dans tout le pays. À quelques mois d'intervalle, Johnny Laboriel et son groupe Los Rebeldes del Rock, avec le soutien du label Dimsa, deviennent le premier groupe mexicain à sortir un album studio, le nom de Los Rebeldes del Rock en avril 1960, dont le single Hiedra venenosa atteint une grande popularité à la radio.

### Deuxième période (1960–1969)

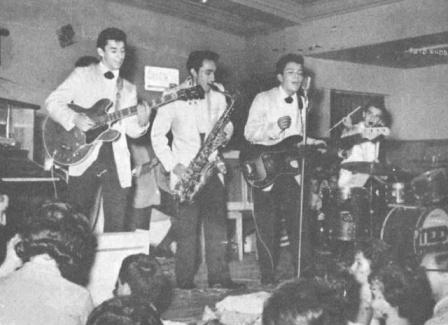
Los Teen Tops, sur scène.

Au cours de la première moitié des années 1960, des musiciens et groupes de rock 'n' roll commencent à émerger dans tout le pays. C'est le cas de Los Gibson Boys originaires de Guadalajara, de Los Rocking Devils de Tijuana, et de Los Apson de Sonora. La capitale, Mexico, voit émerger un grand nombre de groupes tels que Los Crazy Boyz, Los Blue Caps, Los Hermanos Carrión, Los Sparks, Los Hooligans, avec leur chanteur Ricardo Roca, Los Boppers, Los Jokers et Los Spitfires (avec Julissa au chant). Concernant ce dernier, il devient le premier groupe à scandaliser la société conservatrice mexicaine à l'époque avec son single Ven cerca qui semblait être sexuellement explicite, en raison de l'interprétation particulière de Julissa.
Au cours de la seconde moitié de la décennie, les labels cessent de s'intéresser aux groupes et commencent à les dissoudre en convertissant leurs chanteurs en artistes en solo. C'est le cas pour Angélica María et Alberto Vázquez. César Costa quitte Los Camisas Negras, anciennement Los Black Jeans ; Enrique Guzmán abandonne Los Teen Tops ; Julissa quittera Los Spitfires ; et Ricardo Roca Los Hooligans. Cependant, d'autres groupes apparaissent, principalement au nord du pays, influencés par les Beatles, qui permettent au rock 'n' roll mexicain de survivre ; c'est le cas de Los Yaki, originaires de Reynosa, pour lequel Benny Ibarra était le leader ; Los Tijuana Five (également connu sous le nom de Los TJ), le premier groupe de Javier Bátiz ; Los Johnny Jets, Los Mary Jets (un des premiers groupes intégrés uniquement par des femmes) ; Los OVNIS, Los Reos, Los Babys, Los Freddy, Los Flamer, Los Solitarios, Los Strwck, Los Moonlights, qui finissent par jouer un autre type de musique, de nature romantique et tropicale, entre autres.

### Période Chicano rock et festivals (1970–1979)

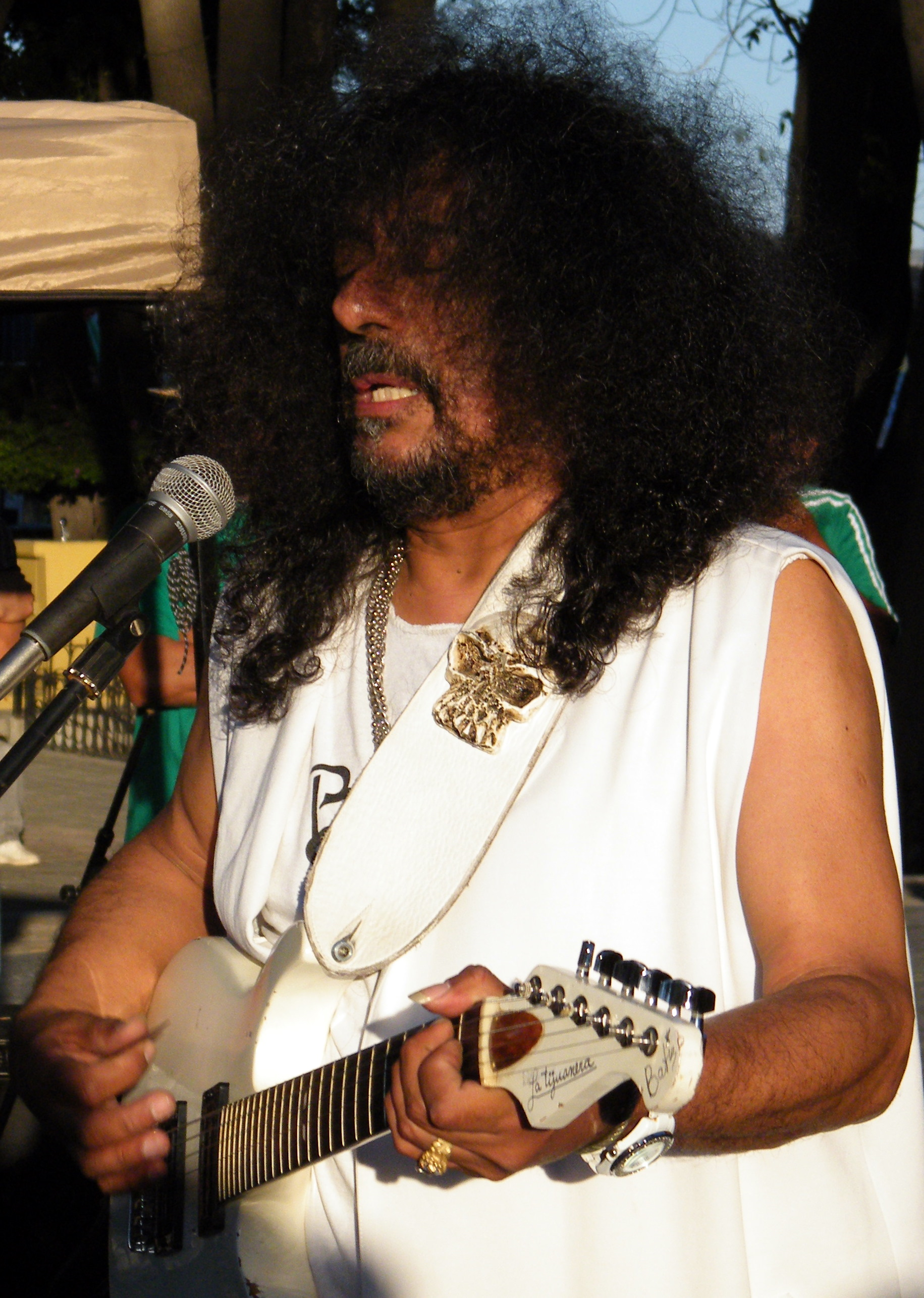
Javier Batiz.

À cette période, nombre de stars du rock mexicain s'impliquent dans la contre-culture. L'un des groupes les plus notables de la décennie est La Revolución de Emiliano Zapata, originaire de Guadalajara. Après avoir remporté un concours local, ils signent au label Polydor, et leur single Nasty Sex se classe premier dans les charts du pays en 1971.
Le Festival Rock y Ruedas de Avándaro, organisé en 1971, est organisé à Tenantongo, près de Toluca, une ville avoisinant Mexico, et devient le « Woodstock mexicain ». À ce festival de rock, la nudité, la luxure, l'usage de drogues expérimentales, les insultes, les signes de paix insérées sur le drapeau mexicain et la présence du drapeau américain scandalisent les membres du Parti Conservateur mexicain. La presse appellent ce mouvement El Avandarazo. Le festival, organisé pour imiter Woodstock et Altamont, attendait 25 000 personnes, mais finalement, c'est plus de 300 000 personnes qui viennent. Le gouvernement aide à désengorger tout ce monde en mobilisant 300 bus.
Vers cette période, le gouvernement mexicain décide de bannir le rock. Un concert en 1975 à Mexico par le groupe Chicago se termine en bagarre et en répression policière ; à la suite de cet événement, le président Echeverría décide de bannir temporairement les groupes américaines de Mexico.
Le rock mexicain fait partie de l'identité des nouvelles générations de jeunes, mais il commémore aussi des événements historiques et critique la société contemporaine. En conséquence de ses origines socioculturelles, le rock est resté un moyen de protestation sociale.
Le Mexique des années 1960 réunit les conditions propices au développement du rock comme forme de protestation sociale : Un régime politique autoritaire, particulièrement hostile aux expressions de la jeunesse, une culture « officielle » marquée par la nostalgie du passé révolutionnaire, qui considérait avec méfiance les « modes » qui commençaient à arriver de l'étranger, en particulier des États-Unis, le contrôle quasi absolu des médias par l'État et la popularisation d'idées telles que le marxisme qui, appliquées au contexte latino-américain, trouvaient leurs plus grands référents dans la révolution cubaine et Che Guevara.

### Renaissance (1980–1989)
En 1984, le mouvement dit « rupestre » se forme. Le principal acteur de cette nouvelle génération est un auteur-compositeur-interprète qui émigre de Tampico, à Mexico. Rodrigo González, alias Rockdrigo, qui, avec ses chansons composées uniquement de guitare acoustique, d'harmonica et de voix, s'est rapidement fait un nom. Le premier collectif était composé de Rockdrigo, Rafael Catana, Roberto González, Eblén Macari, Roberto Ponce, le groupe Cuál du compositeur Fausto Arellín et Nina Galindo. Ce courant artistique cherche à créer une proposition qui ne soit pas liée à la chanson associée aux tendances latino-américanistes et à la nueva trova, mais aussi au rock qui était fabriqué dans les hoyos fonkis. Après le décès de Rockdrigo lors du séisme de 1985, Arturo Meza (qui avait également travaillé dans Decibel), Gerardo Enciso de Guadalajara avec son groupe de l'époque El Poder Ejecutivo, ainsi qu'Arpía avec la chanteuse Cecilia Toussaint, et le groupe Escape dirigé par le compositeur Mauricio González Gómez, Carlos Arellano et Armando Rosas et La Camerata Rupestre, Marco Ruiz, Normando López, entre autres, se sont joints aux représentations rupestres. Le Foro Tlalpan, le Museo Universitario del Chopo et, au cours des dernières décennies, le Multiforo Cultural Alicia sont quelques-uns des lieux où se sont déroulées les représentations de ce courant.
Au cours des décennies suivantes, Rupestre influencera les générations suivantes d'artistes se consacrant à la composition d'auteurs-compositeurs-interprètes. À la fin des années 1990, le mouvement rolero ou rolerista émerge, citant Rockdrigo et les rupestres comme un précédent dans son Manifiesto rolerista. Parmi les artistes qui ont rassemblé ce courant, on peut citer Francisco Barrios (El Mastuerzo). Le poète Rodrigo Solís et Mauricio Díaz (El Hueso), entre autres. Sous l'appellation rupestre ont été associés plus tard des artistes tels que Armando Palomas, Kristos Lezama, Leticia Servín, Iván Antillón, et Iván García, parmi d'autres.

### Consolidation (1990–1999)
La première vague de ska est introduite par Toño Quirazco, qui, au cours de ses différentes périodes, a réussi à interpréter de nombreuses chansons de l'époque avec son orchestre dans ce genre. L'orchestre qui l'accompagnait le plus souvent est Hawaiana, et les deux albums Jamaica Ska et Ska Vol. 2 sont signés Quirazco y su Hawaiana, qui, en plus de ses propres compositions, interprétait des versions de la musique jamaïcaine et des chansons classiques de l'histoire de la musique. Piedra Rodante, le magazine rock mexicain de la fin des années 1960 et du début des années 1970 (comparable à la Banda Roquera des années 1980) ne publie que très, très rarement des documents sur le ska, à l'exception de notes sporadiques sur Byron Lee, Prince Buster ou The Skatalites. Ce n'est qu'au milieu des années 1980 que des groupes appartenant à ce que l'on appelle la « troisième vague » du genre commencent à émerger. Un groupe important dans l'histoire du ska mexicain est Maldita Vecindad y los Hijos del Quinto Patio, un groupe dont les membres viennent de différents endroits de la capitale mexicaine et qui a commencé à répéter dans le quartier de Tacubaya. Maldita Vecindad adopte le ska, entre autres genres, et le fusionne avec le rock, le punk et d'autres genres. Le groupe, qui rejoindra la tendance de la fusion du rock avec les rythmes latino-américains comme Los Fabulosos Cadillacs et Mano Negra (avec qui il a partagé la scène à plusieurs reprises au Mexique), atteindra une grande popularité au Mexique et à l'étranger et sera signé par le label BMG Ariola. D'autres groupes pionniers du genre sont Tijuana No!, qui sort son album No en 1993, ainsi que Inspector, qui émerge en 1995 dans la ville de Monterrey, Los Estrambóticos, qui sortent leur première démo en 1992, Santísima Trinidad et Los de Abajo.
Au Mexique, peu de groupes ont adopté le ska de manière « pure », car dans le cadre de la culture mexicaine, une fusion de ce rythme est générée avec d'autres rythmes tels que : salsa, merengue, cumbia, swing, punk, punk hardcore ; créant ainsi ce que l'on appelle la mexska. À la fin des années 1990, un boum du ska commence au Mexique avec l'émergence de groupes comme La Zotehuela, Sekta Core! (ska, punk hardcore), Panteón Rococó (ska, rock), Inspector (ska, rocksteady, fusion), Salón Victoria, Salario Mínimo (ska, salsa, rock), 38, 400 Voces (ska, rock, reggae, fusion caribéenne), Los Estrambóticos (ska, rock), Nana Pancha, La Matatena, La Tremenda Korte, Los de Abajo (ska, worldbeat), Pánico Latino, Maskatesta, La Parranda Magna (es), Servicio a Domicilio, Su Mercé, Rude Boys, La Sonora Skandalera, et K-ras Citadinas (projet alternatif de Sax de Maldita Vecindad), entre autres. L'espace où le boum du ska s'articule est le Multiforo Cultural Alicia dans la capitale mexicaine. Le premier concert de ska dans cet endroit a lieu le 22 décembre 1995, devant moins de 100 spectateurs. Le genre acquiert rapidement une grande popularité parmi le public de la capitale mexicaine et de la zone métropolitaine,. À la fin de 1996, le forum devient insuffisant et après un « slam » lors de la présentation de l'album Terrorismo Ksero de Sekta Core! son personnel décide de commencer à organiser des concerts de ska en dehors du forum, réunissant des milliers de jeunes, le premier ayant lieu dans les locaux des couturières de San Antonio Abad le 21 décembre 1996. Face au boum du genre, des concerts massifs du genre commencent à être organisés dans des salles locales, des terrains et des salles de sport.
Beaucoup de ces groupes de ska auraient comme articulation le soutien politique qu'ils ont donné à l'armée zapatiste de libération nationale et à ses bases de soutien, à travers des concerts et des tournées ainsi que la composition de chansons de soutien, comme l'album Transgresores de la ley de Tijuana No! et A la izquierda de la tierra de Panteón Rococó, parmi d'autres Le genre a également donné lieu à la formation d'une sous-culture urbaine identifiée comme skato avec une tenue vestimentaire de « rude boy » — chapeaux, bretelles et cravates —, fans de skateboard, de graffitis et des idéaux du ska original des années 1950 : l'égalité, la tolérance et le respect. Les vêtements skato comprennent des vêtements amples, des bretelles et l'usage exclusif des couleurs noir et blanc comme moyen de revendiquer l'égalité et le rejet du racisme.

### Indépendances et Internet (2000–2009)

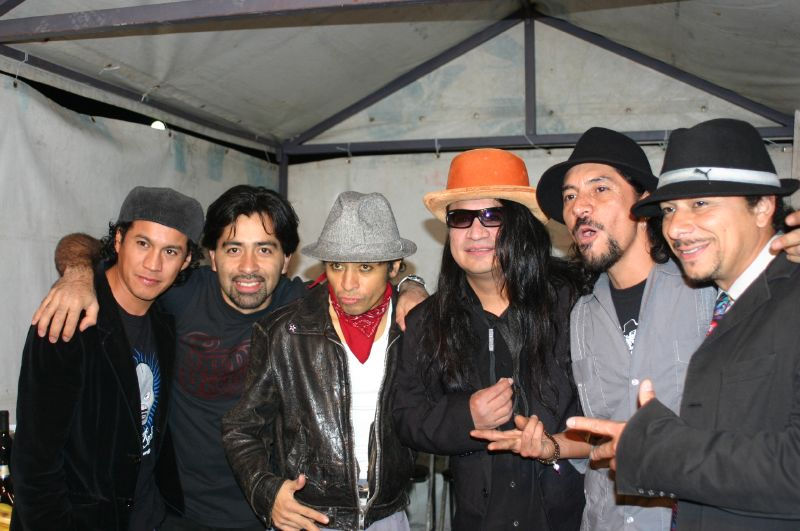
Maldita Vecindad en 2006.

À la fin des années 1990, le boum du surf rock mexicain commence. Dans la scène underground, le quatuor féminin de l'époque Las Ultrasónicas surprend par son intensité et son attitude sur scène et dont le style musical combine également le punk rock. Après la séparation de Los Esquizitos, Lost Acapulco reste l'un des principaux représentants de la musique surf et Riesgo de Contagio cesse d'être aussi populaire qu'il l'était à ses débuts. D'autres groupes arrivent sur la scène : Sr. Bikini, Fenómeno Fuzz, The Cavernarios, Los Santísimos Snorkells, Telekrimen et Yucatán A go-go (groupe de rock, de punk et de surf dont les paroles et les thèmes s'adressent aux enfants). Le garage surf de style « western » met en scène les Twin Tones qui portent des jeans, des chapeaux de cow-boy et jouent en direct en position assise.
L'un des lieux de plus grand développement du genre depuis les années 1990 est le Multiforo Cultural Alicia, où des concerts de ce genre sont continuellement présentés. Beaucoup de groupes mexicains de surf rock avaient dans leur iconographie et leur attirail des influences de l'esthétique du catch mexicain. Certains, tels que Sr. Bikini sont même montés sur scène avec des masques de catcheurs. Une des caractéristiques de ce genre est que leurs fans assistaient aux concerts en portant des vêtements inspirés de la plage et du surf comme des shorts, des sandales, des chemises hawaïennes.
Au cours de cette décennie, nombre de groupes mexicains mêlent du rock à des rythmes de musique électronique, tels que Zoé et Austin TV ; de Nortec Collective à Tijuana, formé par Fussible, Bostich, Panóptica, Hiperboreal, Planktonman et Clorofila, à Nopal Beat à Guadalajara, d'où sont sortis des groupes tels que Sussie 4. Kinky est l'exemple le plus commercial de cette ligne, utilisant du rock alternatif et des éléments électroniques et pop.

### Depuis les années 2010
Les groupes de rock indépendant positionnent leur place au sein de la scène rock mexicaine, dans certaines qualités l'intérêt d'essayer de créer un son « rock mexicain » a déjà été brisé, la plupart sont simplement préoccupés par la présentation de leur travail en direct, leurs chansons via Internet et en tournée autant que possible. En 2011, Juan Son, ex-vocaliste de Porter, déménage à New York, créant le supergroupe Aeiou avec le batteur de Blonde Redhead.
Zoé, Panda, Genitallica, División Minúscula, La Otra Banda de México, Hello Seahorse!, Siddhartha, Technicolor Fabrics, Bengala, et Enjambre, entre autres, restent à l'avant-garde des groupes toujours présents dans le rock mexicain contemporain, en plus du retour surprise et de la réunion partielle de Porter, Zurdok et Caifan.
Cette décennie voit également l'introduction d'une nouvelle proposition musicale par le groupe Presidente, formé par le chanteur de Quiero Club et le bassiste de Café Tacuba, qui s'est imposé dans le rock de cette décennie et dans le rock mexicain actuel avec leur premier EP La Gran Magia et le single à succès Tapiz.
Des groupes qui commencent aussi à émerger, avec une popularité encore faible dans la scène underground : Odisseo (un groupe formé par les ex-membres de l'ancien groupe : The Stupids), et Duque, un groupe de synthpop de Guadalajara.
Parmi les artistes et groupes de rock mexicains de la fin des années 2010 figurent Little Jesus, El Shirota, Rey Pila, Le Butcherettes, Los Cogelones, Belafonte Sensacional, Ruido Rosa, Vaya futuro, Diles que no me maten, Carla Rivarola et San Pedro el Cortez, entre autres. Au milieu de cette même décennie, on assiste à l'émergence d'une fusion entre le rock, le rap et le hip-hop avec des groupes et artistes tels que Tino El Pingüino, Lng/SHT, The Guadaloops et Simpson Ahuevo.

## Scène metal
Le Mexique a contribué énormément au mouvement rock en espagnol avec des groupes comme Caifanes, Café Tacvba, Jaguares, Jumbo, La Dosis, Maná, Molotov, Plastilina Mosh, El Tri et Zoé.